# 夸特梅因角
72°3′S 170°8′E / 72.050°S 170.133°E
夸特梅因角（英語：Quartermain Point）是南極洲的海岬，位於維多利亞地的博克格雷溫克海岸，處於赫爾姆角和羅傑特角之間的穆布賴灣北部，現時由南極條約體系管理。